# نیکولا مدونا
نیکولا مدونا (انگلیسی: Nicola Madonna؛ زادهٔ ۳۱ اکتبر ۱۹۸۶) بازیکن فوتبال اهل ایتالیا است.
از باشگاه‌هایی که در آن بازی کرده‌است می‌توان به باشگاه فوتبال اسپتزیا، باشگاه فوتبال آسکولی، باشگاه فوتبال پادوا، باشگاه فوتبال آتالانتا، باشگاه فوتبال کومو، و باشگاه فوتبال ویچنزا اشاره کرد.